# عسبق
عِسْبِق (الاسم العلمي: Pileostegia)، جنس يتألف 4 أنواع من النباتات المُزهرة في فصيلة الهدرانجية، موطنها الهند وشرق آسيا. هي نباتات متسلقة دائمة الخضرة تحمل مجموعات كثيفة من الزهور البيضاء القشدية، تُزهر في أواخر الصيف.
اسم الجنس Pileostegia من اليونانية القديمة ويعني "قمة الغطاء" ، في إشارة إلى التويج.
النوع المعروف في الزراعة هو Pileostegia viburnoides.